# Nikon D5300

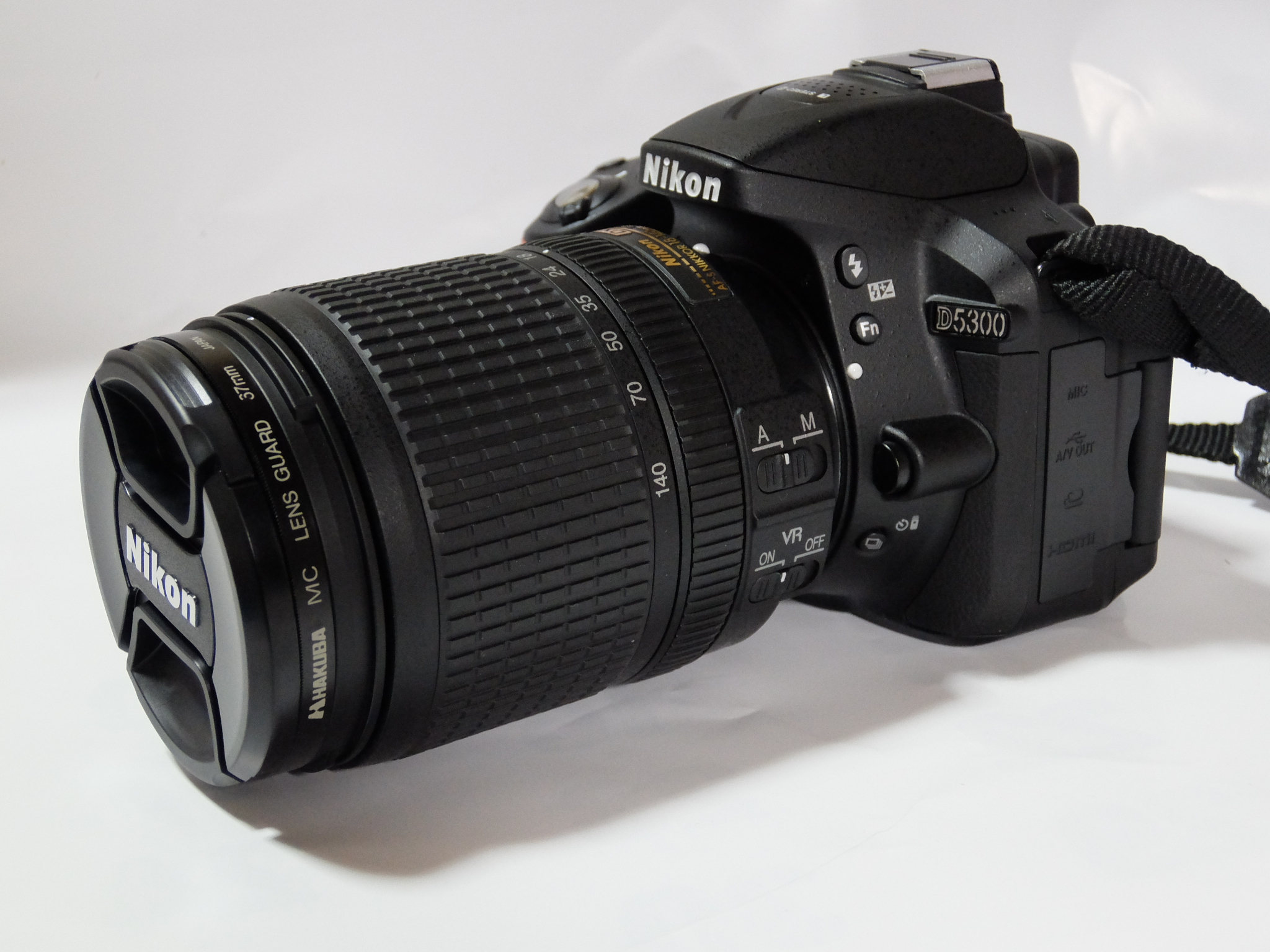
Nikon D5300

Nikon D5300 — цифровой зеркальный фотоаппарат компании Nikon, выпущенный в октябре 2013 года. Заменил модель 2012 года Nikon D5200.

## Отличия от Nikon D5200
- матрица без фильтра низких частот (OLPF),
- встроенный GPS-модуль,
- встроенный модуль WiFi,
- улучшенные возможности съёмки видео,
- дисплей с соотношением сторон 3:2
- информация о снимке при просмотре отображается поверх снимка.

Увеличена максимальная длина видеоролика до 30 минут и скорость съёмки: до 50 и 60 кадров в секунду в режиме 1080р.